# Suvanisia hwanoa
Suvanisia hwanoa är en insektsart som beskrevs av Thierry Bourgoin 1997. Suvanisia hwanoa ingår i släktet Suvanisia och familjen Meenoplidae. Inga underarter finns listade i Catalogue of Life.